# گروه بانک جهانی

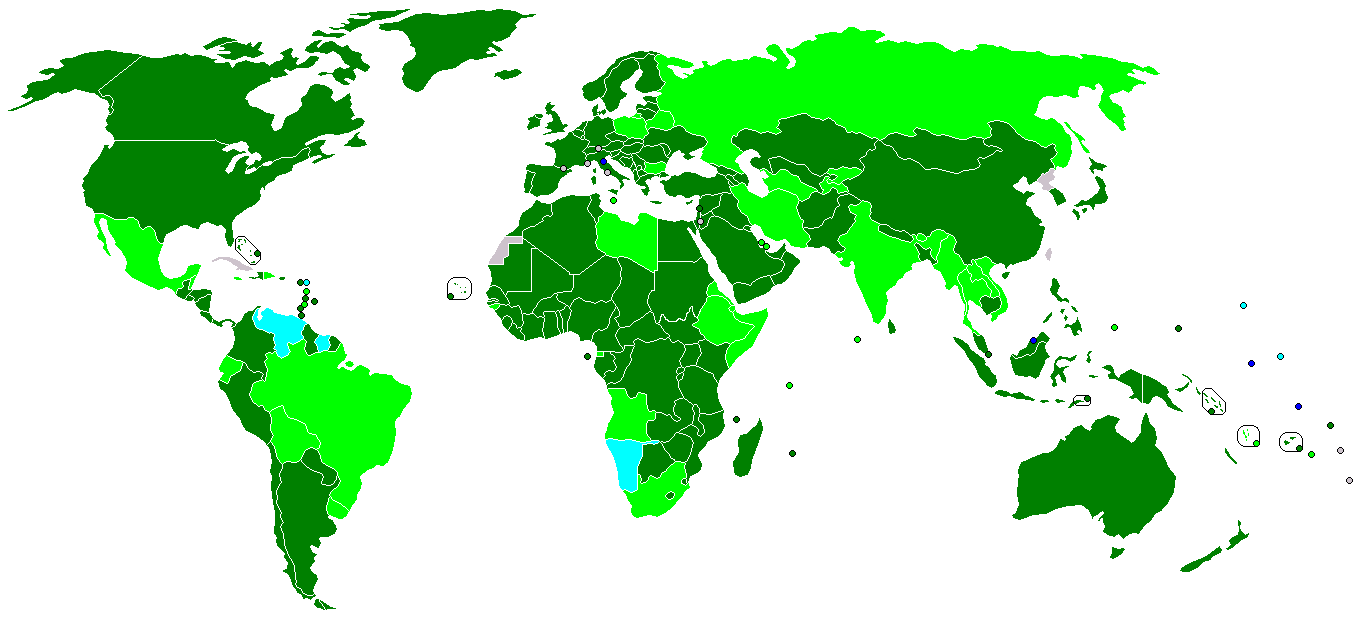
گروه بانک جهانی:
اعضای پنج سازمان
اعضای چهار سازمان
اعضای سه سازمان
اعضای دو سازمان
اعضای یک سازمان

گروه بانک جهانی (به انگلیسی: World Bank Group یا WBG)، شامل ۵ سازمان بین‌المللی است و برای پرداخت وام‌های کمکی به کشورها به‌ویژه کشورهای فقیر به وجود آمد. این بزرگ‌ترین و شناخته شده‌ترین بانک توسعه در جهان و ناظر در گروه توسعه سازمان ملل است. دفتر مرکزی این بانک در واشینگتن، دی.سی. در ایالات متحده آمریکا قرار دارد. حدود ۹۸٫۸۳ میلیارد دلار وام و کمک به کشورهای در حال توسعه و در حال گذار در سال مالی ۲۰۲۱ ارائه کرده است. مأموریت اعلام شده این بانک دستیابی به اهداف دوگانه پایان دادن به فقر شدید و ایجاد رفاه مشترک است. مجموع اعطای وام تا سال ۲۰۱۵ برای ۱۰ سال گذشته از طریق تأمین مالی سیاست توسعه تقریباً ۱۱۷ میلیارد دلار بوده است.
این بانک در ۲۷ دسامبر ۱۹۴۵ با استانداردهای برتون وودز تأسیس شد و شامل ۵ سازمان هست:
1. بانک بین‌المللی بازسازی و توسعه (IBRD)
2. انجمن توسعه بین‌الملل (IDA)
3. شرکت مالی بین‌المللی (IFC)
4. آژانس چندجانبه تضمین سرمایه‌گذاری (MIGA)
5. مرکز بین‌المللی حل و فصل اختلافات سرمایه‌گذاری (ICSID)

دو مورد اول گاهی به‌طور جمعی به عنوان بانک جهانی شناخته می‌شوند.

## تاریخچه

### تأسیس
گروه بانک جهانی در ۲۷ دسامبر۱۹۴۶ پس از تصویب بین‌المللی موافقت نامه‌های برتون وودز، که در پی کنفرانس پولی و مالی سازمان ملل متحد (که از تاریخ ۱ تا ۲۲ ژوئیه ۱۹۴۴ برگزارشد) پدید آمد، به‌طور رسمی بنیان گذاشته شد. همچنین در سال ۱۹۵۱ کمیته اوسیاندر را تشکیل داد که مسئول تهیه و ارزیابی گزارش توسعه جهانی بود. این بانک با شروع فعالیت در ۲۵ ژوئن ۱۹۴۶ اولین وام خود را در ۹ مه ۱۹۴۷ تصویب کرد (۲۵۰میلیون دلار به فرانسه برای بازسازی پس از جنگ، در واقع بزرگ‌ترین وامی است که بانک تا به امروز داده است).